# ملوك الطريق
ملوك الطريق هو فيلم من نوع رفقاء ‏ ودراما أُصدر في 1976. الفيلم من توزيع Axiom Films ‏، وهو من إخراج وسيناريو فيم فيندرز.

## القصة
تقع أحداث الفيلم في ألمانيا.

## طاقم التمثيل
- Franziska Stömmer [الإنجليزية]‏
- بيتر كايزر
- فيم فيندرز
- هانس زيشلر
- ليزا كروزار
- Rüdiger Vogler [الإنجليزية]‏
- Marquard Bohm [الإنجليزية]‏
- Rudolf Schündler [الإنجليزية]‏

## الإنتاج
موسيقى الفيلم التصويرية كانت من تأليف Improved Sound Limited ‏.

## وصلات خارجية
- ملوك الطريق على موقع IMDb (الإنجليزية)
- ملوك الطريق على موقع الموسوعة البريطانية (الإنجليزية)
- ملوك الطريق على موقع روتن توميتوز (الإنجليزية)
- ملوك الطريق على موقع ألو سيني (الفرنسية)
- ملوك الطريق على موقع Turner Classic Movies (الإنجليزية)
- ملوك الطريق على موقع أول موفي (الإنجليزية)
- ملوك الطريق على موقع فيلمافينيتي (الإسبانية)
- ملوك الطريق على موقع قاعدة بيانات الأفلام السويدية (السويدية)
- ملوك الطريق على موقع قاعدة بيانات الفيلم (الإنجليزية)
- ملوك الطريق على موقع ليتربوكسد (الإنجليزية)